# 旧中間層
旧中間層（きゅうちゅうかんそう）は、産業資本成立以前から存在する中産階級を指す。新中間層の対義語である。
自作農や個人商店経営者が、その典型である。僅かながらも資本を所有している点が特徴。新中間層は企業から優遇されているとは言え、資本を所有せず、ただ企業に労働力を提供している。